# Frederik Rosenkrantz (1571-1602)
 For alternative betydninger, se Frederik Rosenkrantz. (Se også artikler, som begynder med Frederik Rosenkrantz)
Frederik Rosenkrantz (1571-1602) var en dansk adelsmand og lensmand. Ejer af herregårdene Rosenvold og Stjernholm. Hans forældre var rigsråd Holger Ottesen Rosenkrantz og Karen Gyldenstierne. Hans dåb fandt sted 2. september 1571 på Skanderborg Slot med stor Pragt. Faderen døde, da Frederik kun var 4 år, hvorfor kansler Niels Kaas og onklen Jørgen Ottesen Rosenkrantz siden hans værger. Han var som sine standsfæller på lang udlandsrejse. 1584 studerede han i Rostock, 1586-87 i Wittenberg, 1589 i Padua og 1590 i Siena. Efter hjemkomsten tog han 1593 tjeneste som hofjunker. 1595 fik han Giske Len i Norge. Samtidig blev han trolovet med ejeren af Næs, Christence Corfitsdatter Viffert, der efter kun 3 års ægteskab sad som enke efter Henrik Bille til Mogenstrup.
Frederik Rosenkrantz' fremtidsudsigter syntes således lovende, ikke mindst da han synes at have haft stor indflydelse hos den unge kong Christian IV. Men det endte brat. I foråret 1599 fik Frederik Rosenkrantz Lundenæs i forlening, hvilket sikkert har været et kærkomment påskud til at trække sig tilbage fra hoftjenesten. Kort efter måtte en af dronningens jomfruer, Rigborg Brockenhuus flygte fra hoffet til en slægtning på Fyn, hos hvem hun 24. juli fødte en søn, til hvilken Frederik Rosenkrantz blev udlagt som barnefaderen. Da han allerede var trolovet med en anden, var det umuligt at lægge låg på skandalen, ved at Rigborg og Frederik blev gift. Hendes fader Laurids Brockenhuus krævede desuden uforsonlig straf over begge synderne for den krænkelse, der var overgået ham og hans slægt. Kongen støttede Brockenhuus og krævede lovens strengeste straf over den, der havde lokket en jomfru i kongens gård. Der udgik befaling om, at Frederik Rosenkrantz skulle pågribes, død eller levende. Frederik var flygtet fra sit len og var nået til Hamborg, hvorfra han dog i august 1599 blev eskorteret hjem under bevogtning. To måneder senere, i oktober, faldt dommen over begge. Hun dømtes til livsvarig indespærring, han til at miste æren og 2 fingre. Den sidste straf formildedes dog til, at han skulle begive sig til Ungarn for at kæmpe mod tyrkerne. Dette gjorde han også og med så stor udmærkelse, særlig ved Stuhlweissenburgs erobring, at de kejserlige oberster, under hvilke han tjente, i 1601 gik i forbøn for ham hos kong Christian IV. Sikkert af hensyn til Laurids Brockenhuus afslog kongen dog i meget skarpe udtryk at benåde ham. Året efter, 18. august 1602 omkom Frederik Rosenkrantz i Mähren ved en ulykkelig hændelse, da han ville adskille to duellanter. Han ligger begravet i Teynkirken i Prag. Frederik og Riborgs søn Holger blev 1624 anerkendt som en ægte Rosenkrantz.
Det menes, at det var Frederik Rosenkrantz' rejse til London sammen med fætteren Knud Gyldenstierne, der gav Shakespeare inspirationen til anvendelsen af navnene Rosencrantz og Guildenstern i skuespillet Hamlet.